# Jewish Ideas Daily
Jewish Ideas Daily foi um website no qual relatou notícias, cultura e questões políticas relacionadas ao judaísmo e Israel. Essa missão foi sendo "o agregador primordial e originador das ideias judaicas na web". Foi fundada em janeiro de 2010 sob a direção de Neal Kozodoy. O Jewish Ideas Daily foi uma publicação "irmã" do Jewish Review of Books.
Até dezembro de 2012, o Jewish Ideas Daily foi editado por Margot Lurie. Desde dezembro de 2012 o editor foi Suzanne Garment.
Em adição aos artigos originais, e resenhas de livros acadêmicos judeus, o Jewish Ideas Daily também incluiu cinco "escolhas diárias", lingando a artigos externos, e podcasts de porções semanais da Torá por Michael Carasik. Ensaios originais publicados no Jewish Ideas Daily frequentemente aparecem no The Jerusalem Post. Uma caixa nos sites destacando os conteúdos da Jewish Ideas Daily surgiam diariamente em muitos sites judeus, incluindo da Jewish Telegraphic Agency.
Jewish Ideas Daily noticiava temas controversos, incluindo uma acusação à Christopher Hitchens de antissemitismo e a demissão pública de um dos blogueiros de Peter Beinart do blog "Open Zion/Zion Square".
John Podhoretz descreveu o Jewish Ideas Daily como "um exame inigualável de tendências intelectuais, políticos e culturais na vida judaica". Segundo o jornalista britânico Daniel Johnson, "Jewish Ideas Daily está entre muitas manifestações da nova vida intelectual no mundo judaico-americano—um mundo que tem sempre sido marcado pela intensidade e esclarecimento".
Em junho de 2013, o Jewish Ideas Daily foi sucedido pela Mosaic. Uma revista digital grátis, que oferece sumários diários e ligações a estórias em torno da web de interesse para leitores, assim como uma extensiva "... quantidade mensal de ensaios numa questão ou tema de significante urgência para judeus, o judaísmo ou ao estado judeu". Tópicos temáticos variam entre questões culturais ou religiosos através de tópicos sociais e filosóficos com respostas profundas anexado durante todo o mês para o benefício de ambos os leitores judeus e gentios.
Como o Jewish Review of Books e Jewish Ideas Daily, Mosaic é bancada pela Tikvah Fund, uma fundação filantrópica estabelecida pelo falecido Zalman Bernstein. 